# ワルサーカンプピストル
ワルサー・カンプピストル（Walther Kampfpistole）とは、1930年代にドイツのワルサー社が開発した小型擲弾発射器である。
ドイツ語の音写としては「ヴァルター・カンプフピストーレ」が近い。

## 概要
当時、ワルサー社は26.6mm信号拳銃を開発していたが、戦場では、銃口に手榴弾を取り付け、即席の擲弾発射器として使用していた。そこでドイツ陸軍は、この信号銃を擲弾発射器に作り変えることを要求。そこでワルサー社は滑腔式の銃身にライフリングを入れ、小型榴弾発射により適した兵器として開発した。これがカンプフピストーレ（Kampfpistole：戦闘拳銃）である。外見は従来の信号拳銃と変らず、信号弾の発射も可能だが、区別のため銃身左横にZの文字の刻印があり、このためZ（ツェット）ピストーレともいう。
開発当初は信号弾サイズの小型榴弾専用だったが、後に銃口側から差し込む大口径で威力の高い榴弾が使用可能になった。成形炸薬弾タイプも登場、軽装甲を打ち抜くほどの威力を持つようになり、小型の対装甲車両兵器として使われた。しかし、弾頭の大型化で反動が強くなったため、折り畳み可能なストックや照準器を装備した発展型のシュトゥルムピストーレも作られた。

## 写真資料

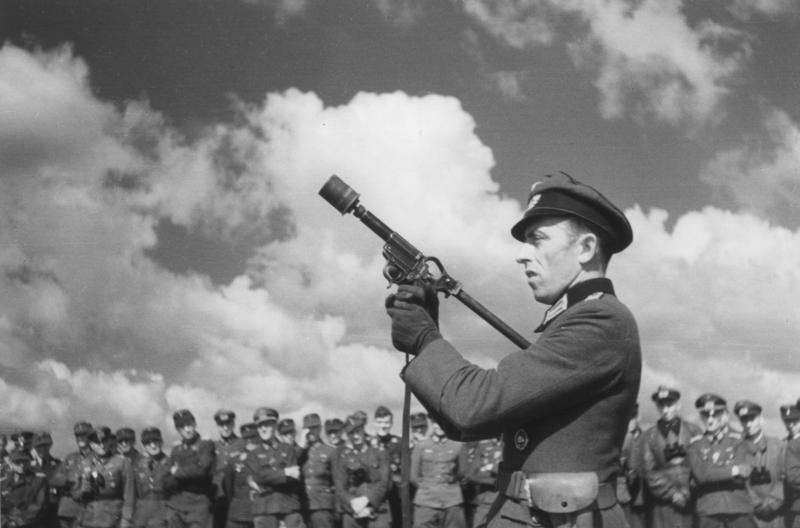
グロスドイチュラント師団の将兵に、少尉が新兵器を実演している風景。1943年6月、ロシアにて撮影。
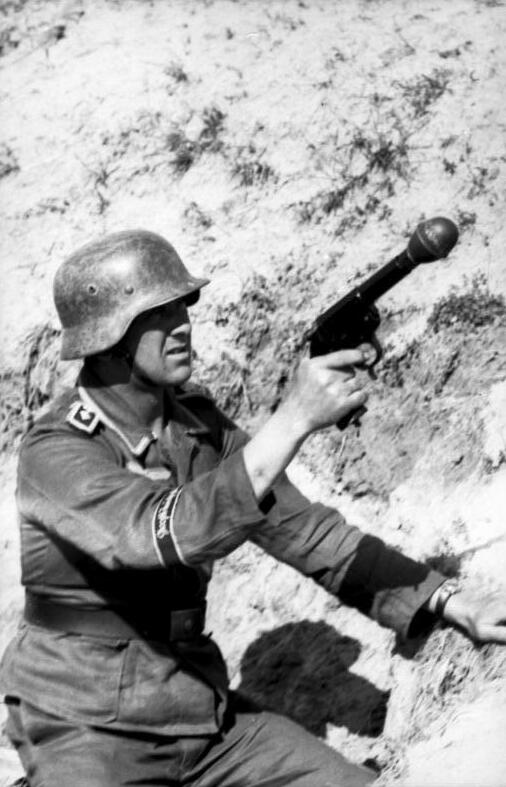
グロスドイチュラント師団に所属の陸軍曹長と、ヴルフケルパー361LPを装填したカンプフピストーレ。1943年6月、ロシアにて撮影。
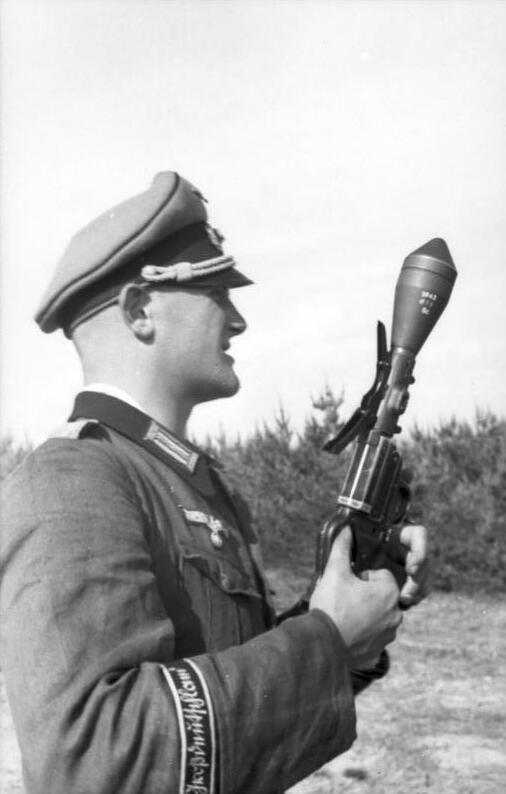
1943年、ロシアにて撮影された、対戦車擲弾パンツァーヴルフケルパー42を装着したシュトゥルムピストーレ。

## 登場作品

### 映画
『ケルベロス-地獄の番犬』
特殊公安部の隊員の一人が終盤、乾に対して使用。
『フューリー』
ソ連軍の見張りが所持している。ムーサが物音を立てた際に発砲。
『フューリー』(2014年の映画)
武装親衛隊の指揮官、シュミット中尉が照明弾を発射する際に使用。

### アニメ・漫画
『人狼 JIN-ROH』
公安の辺見が終盤に伏に対して発砲。しかし伏が着ていたプロテクトギアの装甲に弾かれ、逆に伏から蜂の巣にされた。
『Fate/Zero』
衛宮切嗣が使用。
『エクスドライバー』
OVA、劇場版で使用されている。
『機動警察パトレイバー the Movie』
クライマックスに登場する「方舟の直接集中点火装置」に用いられる信号拳銃はカンプフピストーレがモデルになっている。
『ジオブリーダーズ』
原作第5巻で梅崎真希が主に使用。カンプフピストーレとシュトゥルムピストーレが共に登場。
『ブレイブウィッチーズ』
ヴァルトルート・クルピンスキー中尉が8話で使用。

### ゲーム
『Enlisted』
シュトゥルムピストーレとしてノルマンディーキャンペーンの枢軸側で使用可能。
『バトルフィールドV』
『メタルギアソリッド ピースウォーカー』